# Grotte de Balzola
La grotte de Balzola est un site archéologique situé dans la commune biscaienne de Dima dans la communauté du Pays basque en Espagne,.
La grotte est située dans le quartier d'Indusi, dans la municipalité de Dima. Il y a en fait deux grottes : Balzola I et Balzola II. Près du site il y a un tunnel naturel appelé Abaro. Le ruisseau traverse ce tunnel les jours de fort débit. Le site archéologique de l'abri d'Axlor est également à proximité. Le pont naturel appelé Jentilzubi est également situé à proximité.
Le 14 novembre 2017, le Gouvernement basque a déclaré les grottes de Balzola et d'Axlor Bien d'intérêt culturel dans le cadre du classement de l'ensemble monumental.

## Caractéristiques
Le substrat géologique dans lequel se trouve le complexe monumental des grottes de Balzola et l'abri d'Axlor est composé de falaises décimétriques de calcaire urgonien. Ces calcaires présentent un développement fortement karstique, alternant avec des faciès gréseux et des limonites du Crétacé inférieur.
Il y a le système dit de Baltzola ou karst de l'Indus. C'est un système très complexe : il comporte plusieurs galeries actives et fossilisées. On y trouve plusieurs entrées de grottes, dont certaines présentent des vestiges archéologiques indiquant qu'elles ont été occupées du Paléolithique moyen au Post-Paléolithique. Il y a trois sites archéologiques dans le système : Balzola, Axlor et Balzola II ; Les deux premiers sont les plus importants.

### Balzola I

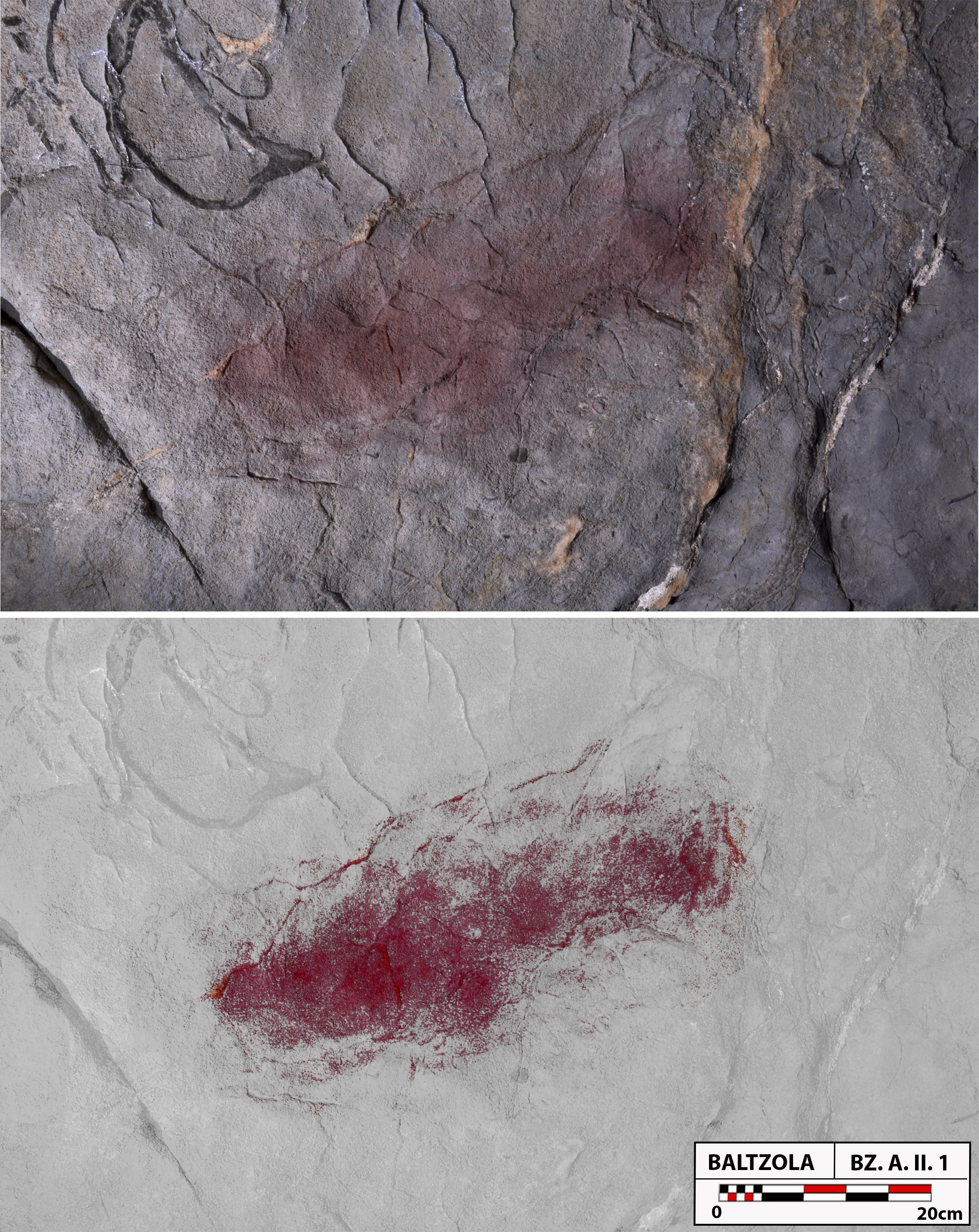
Le clabiforme cantabrique de Balzola (2019).

C'est une grande cavité dotée de trois ouvertures. Deux d'entre elles (Balzola ou Atea et Erdikoatea) mènent à un grand portail. Ce portail continue sur le côté gauche, et après avoir traversé une large galerie de 125 m, on atteint la troisième entrée (Gibiltar). Au milieu du portail, se trouve un amas de blocs de pierre, qui crée une chute de plus de 10 m  jusqu'à la grande galerie de droite. Cette galerie mesure plus de 1 500 m de long. Au début de cette galerie se trouve une zone appelée El Redil ou Korralea, où se trouve la partie principale du site archéologique . Au-dessus, à une hauteur de 3 m, se trouve une corniche avec plusieurs tombes (Locus I).
Cette succession culturelle comprend les périodes céramiques, la période de l'Azilien, le Magdalénien supérieur récent et le Moustérien. De plus, des restes humains ont également été retrouvés, indiquant ses fonctions funéraires à une époque plus récente. En 2017, des peintures rupestres rouges de la période paléolithique ont été découvertes dans certaines branches qui partent de la galerie principale. Il s'agit d'un très petit groupe de signes rouges abstraits, et un claviforme cantabrique (en forme de massue) serait parmi eux,.

### Balzola II
Dans le même système géologique, dans la zone de désignation, Baltola II présente un intérêt archéologique mineur.
Son embouchure est orientée vers le sud-ouest, sa forme est à peu près triangulaire et elle mesure 1,50 m de large et 1,30 m de haut. De là, commence une galerie de 6 m de long, et derrière elle se trouve une salle de 13 m de long et 10 m de large. De cette salle s'ouvre au nord une galerie principale d'où partent d'autres petites galeries latérales.
Concernant le site situé dans cette galerie, des vestiges de céramiques ont été trouvés, qui, bien que rares et controversés, indiquent qu'il a été occupé à un moment donné au cours de l'Énéolithique-Âge du bronze.

## Mythologie

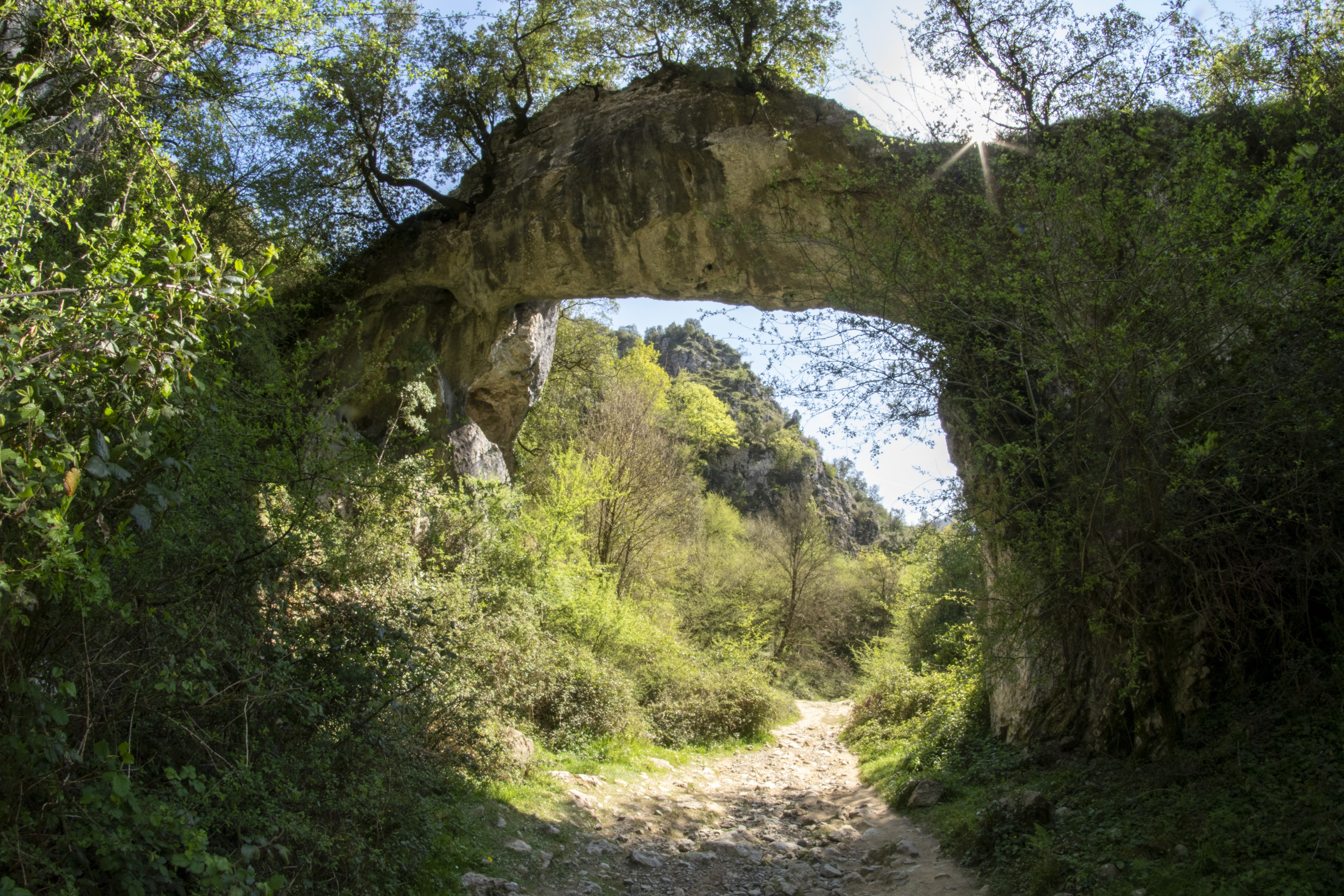
Arche en pierre naturelle de Jentilzubi, le pont où les Gentils ont traversé.

L'environnement est le lieu des grandes légendes de la mythologie basque ; car, selon la légende, Mari vit à Balzola. D'autres légendes disent cependant que c'est là que vivait Mikelats, ou même Sugaar.
D’autre part, les Jentilak passaient par la structure naturelle connue sous le nom d’Arche des Jentilak (Jentilzubi).

## Escalade et spéléologie
La grotte de Balzola est une école d'escalade de haut niveau. Il est accessible à pied (10 minutes) depuis le quartier Indusi de Dima.